# Damon Sheehy-Guiseppi
Damon Sheehy-Guiseppi (Orlando, 15 febbraio 1995) è un giocatore di football americano statunitense, che giocava come wide receiver per gli Arlington Renegades..
Dopo aver giocato al college per i Mesa Thunderbirds e i Phoenix College Bears non è stato selezionato al draft NFL 2017 ed è rimasto fuori dal football per due anni. Ha quindi partecipato ai tryout dei Cleveland Browns, disputando con loro la preseason 2019 ma non riuscendo a essere inserito nel roster di stagione regolare; è stato quindi scelto al draft supplementare della XFL dai New York Guardians, venendo però inserito in injury reserve list nel gennaio 2020 e venendo tagliato il 12 marzo successivo. Ha successivamente militato in The Spring League e in Fan Controlled Football, per poi firmare coi canadesi Ottawa Redblacks, coi quali non è però mai sceso in campo. Nella stagione 2022 avrebbe dovuto trasferirsi agli Arkansas Attack, ma il campionato che avrebbe dovuto disputare questa squadra non è mai partito. Nel 2024 è passato nel campionato italiano ai Frogs Legnano, dove ha formato una coppia d'attacco con il quarterback Eystin Salum. Dal 2025 gioca per gli Arlington Renegades della UFL.